# Max Herre

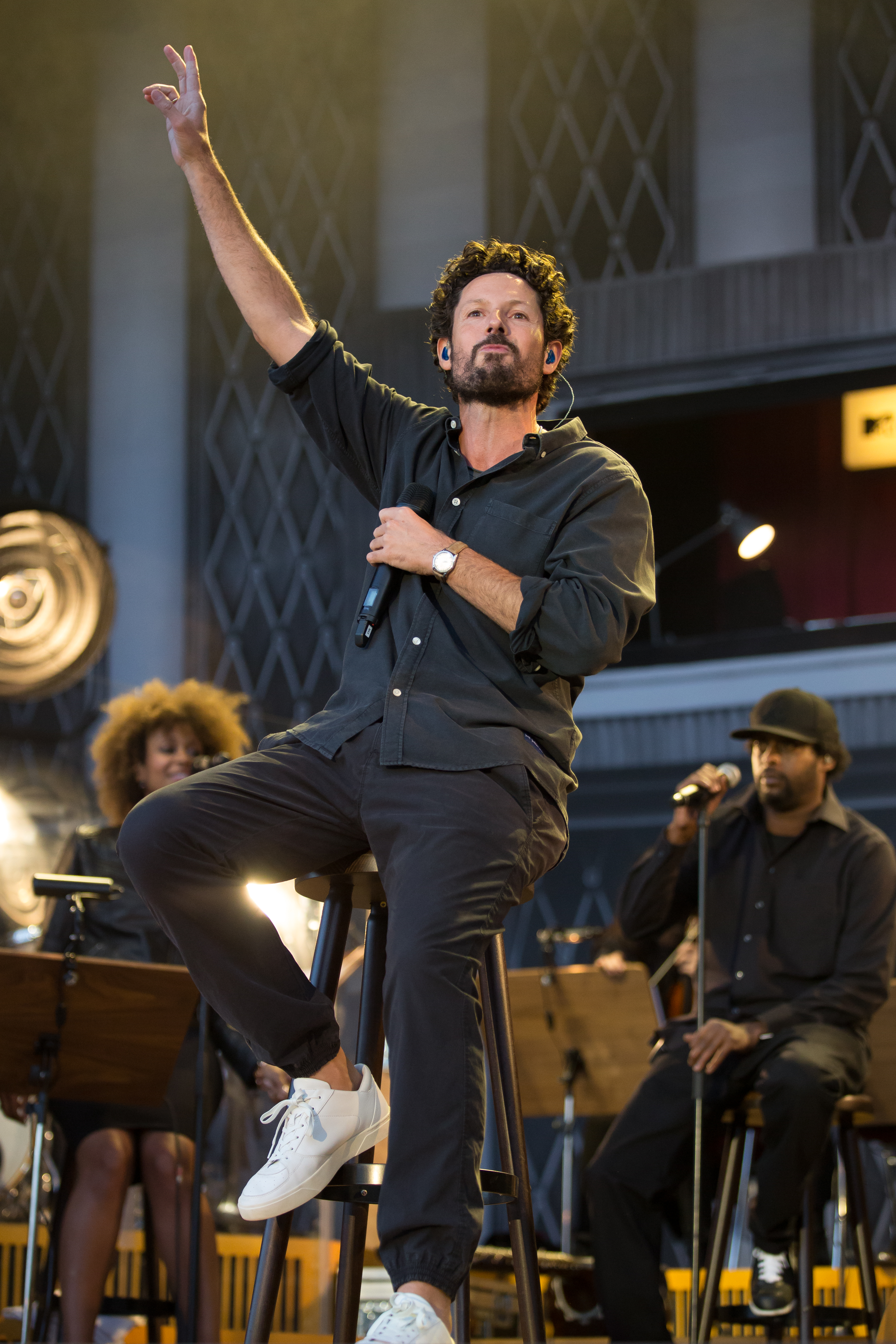
Max Herre (2014)

Max Herre (* 22. April 1973 in Stuttgart) ist ein deutscher Rapper, Singer-Songwriter und Musikproduzent. Von 1996 bis 2007 war er mit Don Philippe und DJ Friction Mitglied der Hip-Hop-Band Freundeskreis. Zudem ist er A&R bei dem Label Nesola, einer gemeinsamen Unternehmung u. a. mit seiner Frau Joy Denalane.

## Leben

### Anfänge
Max Herre wuchs in seiner Geburtsstadt Stuttgart auf. Er bezeichnet sich selbst als „stinkfaulen“ Schüler, der zweimal eine Klasse wiederholen musste. Schließlich absolvierte er das Abitur am Schickhardt-Gymnasium Stuttgart. Nachdem er den Zivildienst absolviert hatte, schrieb er sich an der Universität für Englisch und Deutsch ein, besuchte diese jedoch nur für einen Tag, bevor er das Studium zugunsten seiner Musikkarriere abbrach.
Seine ersten Erfahrungen mit (US-amerikanischem) Hip-Hop machte er in der Schulzeit. Nachdem er Advanced Chemistry gehört hatte, beschloss er, selbst Hip-Hop auf Deutsch zu machen. Seine erste Band Seedless Jam gründete er im Alter von 15 Jahren, sein erstes Hip-Hop-Projekt Agit Jazz vier Jahre später mit dem Instrumentalmusik-Produzenten Philippe A. Kayser (Don Philippe). Um ihre Stücke auch live aufführen zu können, bildeten sie 1993 zusammen mit dem Stuttgarter Produzenten DJ Friction (Martin Welzer) die Band Maximilian und sein Freundeskreis. Im selben Jahr gründete Max zusammen mit anderen Stuttgarter Künstlern die Kolchose.

### Freundeskreis
Nachdem die drei Freunde 1997 bei dem frisch gegründeten Label Four Music der Deutsch-Rap-Pioniere Die Fantastischen Vier unterzeichnet hatten, gelang ihnen mit A-N-N-A der musikalische und kommerzielle Durchbruch; das Lied verkaufte sich über 250.000-mal. Das Debüt-Album der in Freundeskreis umbenannten Band trug den Titel Die Quadratur des Kreises und verkaufte sich 170.000-mal.
Vom 1999 erschienenen zweiten Album Esperanto wurden über 300.000 Exemplare abgesetzt. Im selben Jahr wurde auch das Doppel-Livealbum En Directo der FK Allstars aufgenommen. Es enthält Mitschnitte von vier Konzerten, die im Dezember 1999 stattfanden, inklusive Stücke des Freundeskreises als auch Neuinterpretationen der Allstars.
Nachdem der Freundeskreis im Jahr 2000 seine vorerst letzten Konzerte gegeben hatte, war die Band 2007 wieder auf verschiedenen Festivals zu sehen, u. a. in Stuttgart, der Heimatstadt der Band, wo sie auf dem Festival MTV HipHop Open ihr 10-jähriges Bestehen feierten.

### FK-Allstars
Max Herre hat das Konzept der FK-Allstars, einem Zusammenschluss von mehr als 15 Künstlern, darunter Gentleman, Afrob, Sékou, Joy Denalane und Brooke Russell, entwickelt. Im Jahre 2000 spielten diese auf einigen der größten Festivals Mitteleuropas wie Rock im Park, Rock am Ring oder dem splash! vor bis zu 70.000 Besuchern. Nach der Tour verließ er die Band als aktives Mitglied.

### Produzent
Unter dem zunehmenden Druck durch seine wachsende Prominenz zog sich Herre aus dem öffentlichen Rummel weitgehend zurück und kümmerte sich nach der Geburt seines ersten Sohnes hauptsächlich um die Produktion des Debütalbums seiner Frau Joy Denalane. 2002 war Mamani fertig. Das Top-10-Album verkaufte sich 130.000-mal und wurde dreifach für den Echo nominiert.

### Solokarriere
Fast fünf Jahre nach dem letzten Freundeskreis-Studioalbum veröffentlichte Max Herre im September 2004 sein nach ihm selbst benanntes Solo-Album Max Herre, auf dem er eine Vielzahl verschiedener Genres miteinander vermischte. Mit diesem Konzept-Album zeigte Herre seine große Offenheit und seine musikalische Bandbreite. Er verband dabei Soul und Reggae, aber auch Rock-Elemente flossen ein. Herres Debütalbum war kommerziell sehr erfolgreich. Im April 2006 gründeten Herre, Joy Denalane, Götz Gottschalk und Sophie Raml ein neues Label namens Nesola.
Am 11. August 2006 erschien das zweite von Herre produzierte Denalane-Album Born & Raised auf Four Music.
Am 24. August 2012 veröffentlichte er sein drittes Album Hallo Welt!. Zuvor wurde bereits der Freetrack Jeder Tag zuviel mit Antonino von Mega! Mega! und die Single Wolke 7, ein Duett mit Philipp Poisel, veröffentlicht. Diese konnte sich bis auf Platz sechs der deutschen Singlecharts etablieren. Es ist der erste Top-10-Hit für Max Herre. Bei der Aufzeichnung einer Sendung von Roche & Böhmermann verließ Herre nach Kritik der Moderatorin Charlotte Roche die Talkshow, wurde aber von der Moderatorin zurückgeholt, so dass die Aufzeichnung der Sendung fortgesetzt werden konnte.
Max Herre wirkte 2013 als Coach an der dritten Staffel der Castingshow The Voice of Germany des Senderverbunds ProSiebenSat.1 mit. Sein Schützling Andreas Kümmert gewann die Show.
Als dritter deutscher Hip-Hop-Act nach den Fantastischen Vier und Sido veröffentlichte Max Herre ein Album der MTV-Unplugged-Reihe namens MTV Unplugged Kahedi Radio Show. Zur Titelliste gehörten neben aktuellen Liedern auch Songs seiner ehemaligen Band Freundeskreis. Für das Album erhielt er bei der Echoverleihung 2014 die Auszeichnung als Hip-Hop-Künstler des Jahres.
14 Tage nach VÖ (13. Dezember 2013) erhielt MTV Unplugged bereits eine Gold- und wenige Wochen später eine Platin-Auszeichnung.
Am 8. November 2019 erschien nach sieben Jahren Pause sein viertes Album Athen. Als Feature-Gäste sind darauf Trettmann, Megaloh, Sugar MMFK, Dirk von Lowtzow und Joy Denalane vertreten.
Am 15. Oktober 2021 erschien die Single Mir kann nichts passieren, die zusammen mit Danger Dan entstanden ist. Weiterhin arbeitete er mit Roberto Di Gioias Gruppe Web Web, mit der er das Album WebMax (Compost Records, 2021) veröffentlichte und als Pianist 2022 bei JazzBaltica auftrat. 2023 folgte ebenfalls auf Compost Records das Album WebMax II, an dem unter anderen auch Marja Burchard beteiligt war.

### Privat
Auf der Suche nach einer Sängerin zur Single Mit Dir lernte Herre 1999 Joy Denalane kennen, die er später heiratete. 2001 kam Herres erster Sohn zur Welt. 2002, während der Produktion des Albums seiner Frau, zog Herre für Familie und Karriere nach Berlin. 2003 wurde sein zweiter Sohn geboren. Das Paar trennte sich im Februar 2007, ist jedoch seit 2011 wieder liiert. Max Herre ist außerdem Vater einer 2008 geborenen Tochter, dieser widmete er den Song Vida seines Albums Hallo Welt!

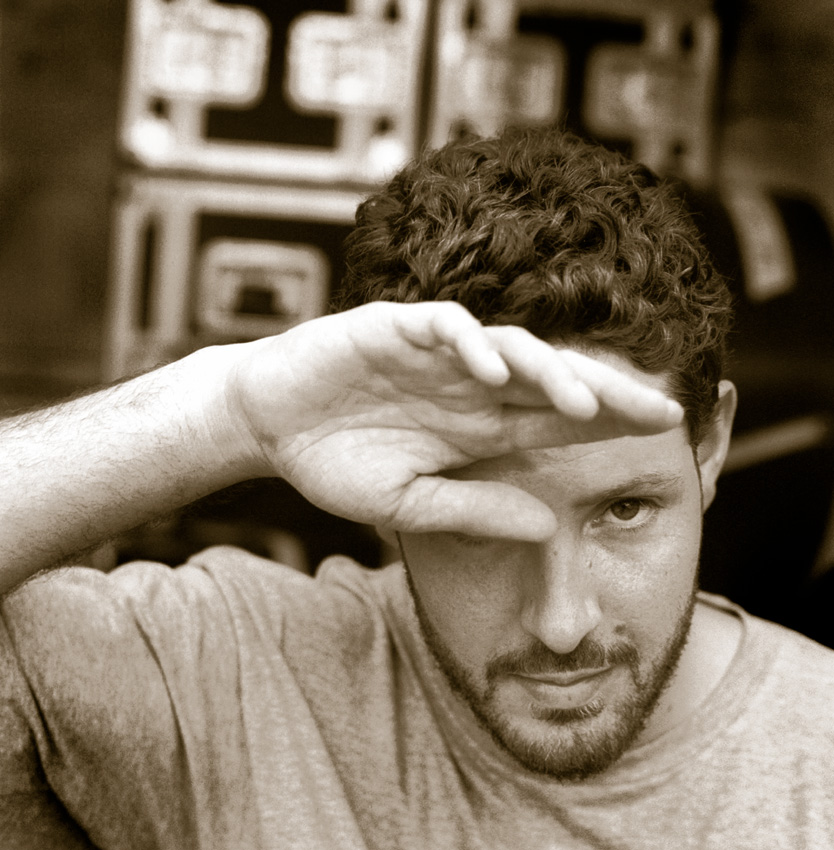
Max Herre (2001)
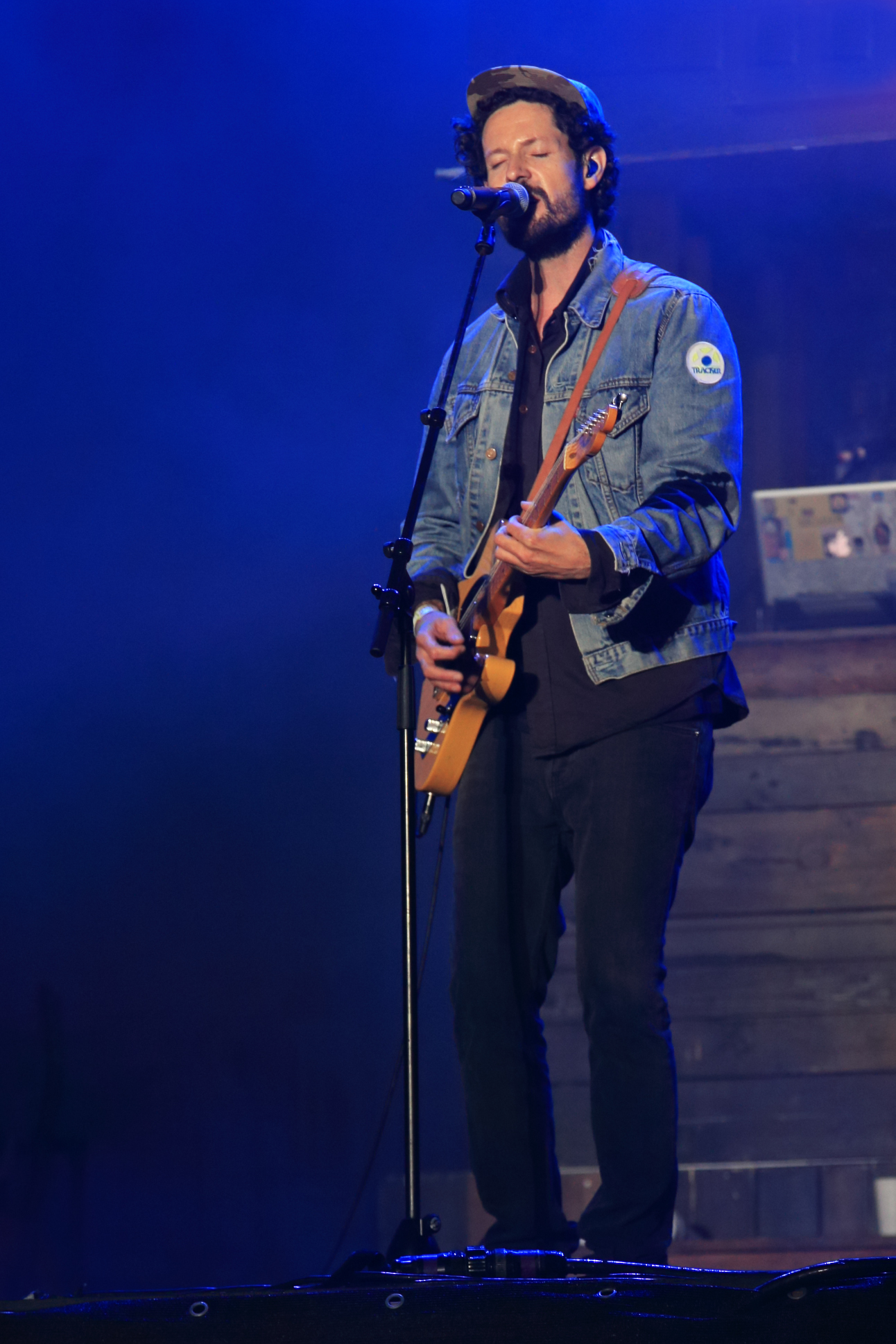
Max Herre auf dem Chiemsee Reggae Summer 2013
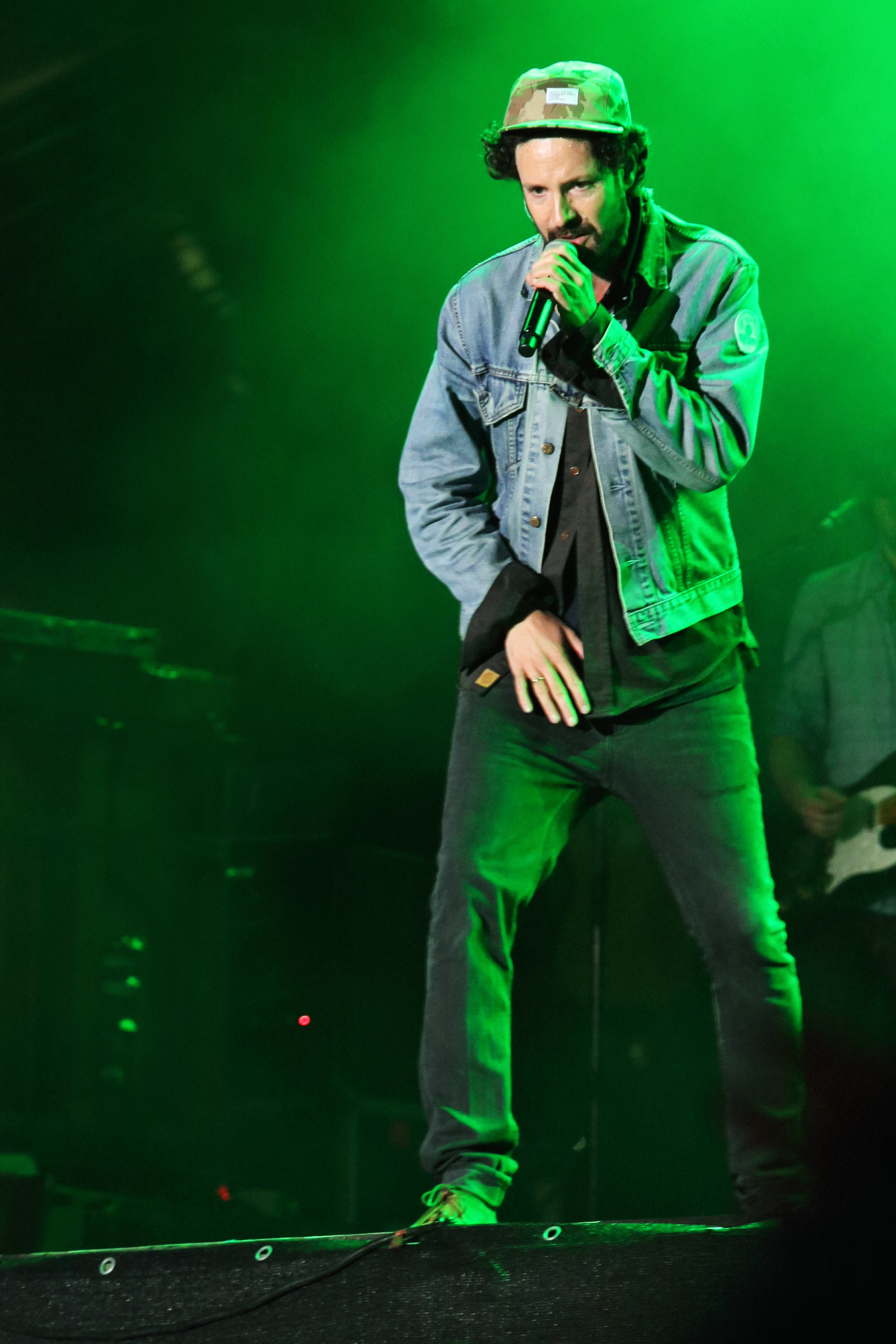
Max Herre auf dem Chiemsee Reggae Summer 2013

Max Herre ist der Enkel von Richard Herre, einem seinerzeit bekannten Architekten, Designer, Grafiker und Übersetzer. Im Rahmen der Ausstellung „Richard Herre / Architekt, Designer, Grafiker, Übersetzer – 1885–1959“ wirkte Max Herre im Wissenschaftlichen Beirat mit.

## Einflüsse
Zu seinen Einflüssen zählt Max Herre Künstler wie Jay-Z, aber auch Black Thought, Bob Marleys Natty Dread über Al Greens Let’s Stay Together, die englische Rockband Free, Ostblues-Musiker wie Hansi Biebl und den Singer-Songwriter Nick Drake. Musiker wie Jimi Hendrix und Led Zeppelin zählen hierzu ebenso wie Udo Lindenberg, der als sein wohl stärkster Einfluss gilt.
Herre beschreibt sich als „einen großen Fan“ der Musik in der DDR „der späten 60er und 70er Jahre“. „Es gab dieses Amiga-Label. Es gab wahnsinnig viele gute Bands. Ich habe das Gefühl, die Musik, die Bands, die Aufnahmetechnik, das alles war im Osten in jener Zeit weiter entwickelt als im Westen.“

## Diskografie

### Studioalben
| Jahr | Titel Musiklabel               | Höchstplatzierung, Gesamtwochen, AuszeichnungChartplatzierungen (Jahr, Titel, Musiklabel, Platzierungen, Wochen, Auszeichnungen, Anmerkungen) | Höchstplatzierung, Gesamtwochen, AuszeichnungChartplatzierungen (Jahr, Titel, Musiklabel, Platzierungen, Wochen, Auszeichnungen, Anmerkungen) | Höchstplatzierung, Gesamtwochen, AuszeichnungChartplatzierungen (Jahr, Titel, Musiklabel, Platzierungen, Wochen, Auszeichnungen, Anmerkungen) | Anmerkungen                                                  |
| Jahr | Titel Musiklabel               | DE | AT | CH | Anmerkungen                                                  |
| ---- | ------------------------------ | --- | --- | --- | ------------------------------------------------------------ |
| 2004 | Max Herre Four Music           | DE1 Gold · (9 Wo.)DE | AT15 (7 Wo.)AT | CH7 (8 Wo.)CH | Erstveröffentlichung: 13. September 2004 Verkäufe: + 100.000 |
| 2009 | Ein geschenkter Tag Four Music | DE10 (5 Wo.)DE | AT37 (2 Wo.)AT | CH25 (3 Wo.)CH | Erstveröffentlichung: 17. September 2009                     |
| 2012 | Hallo Welt! Nesola/Universal   | DE1 Gold · (31 Wo.)DE | AT4 (9 Wo.)AT | CH2 (9 Wo.)CH | Erstveröffentlichung: 24. August 2012 Verkäufe: + 100.000    |
| 2019 | Athen Vertigo Berlin/Universal | DE9 (3 Wo.)DE | AT37 (1 Wo.)AT | CH19 (1 Wo.)CH | Erstveröffentlichung: 8. November 2019                       |

### Gemeinschaftsalben
| Jahr | Titel Musiklabel       | Höchstplatzierung, Gesamtwochen, AuszeichnungChartplatzierungen (Jahr, Titel, Musiklabel, Platzierungen, Wochen, Auszeichnungen, Anmerkungen) | Höchstplatzierung, Gesamtwochen, AuszeichnungChartplatzierungen (Jahr, Titel, Musiklabel, Platzierungen, Wochen, Auszeichnungen, Anmerkungen) | Höchstplatzierung, Gesamtwochen, AuszeichnungChartplatzierungen (Jahr, Titel, Musiklabel, Platzierungen, Wochen, Auszeichnungen, Anmerkungen) | Anmerkungen                                             |
| Jahr | Titel Musiklabel       | DE | AT | CH | Anmerkungen                                             |
| ---- | ---------------------- | --- | --- | --- | ------------------------------------------------------- |
| 2024 | Alles Liebe Four Music | DE5 (2 Wo.)DE | AT57 (1 Wo.)AT | CH22 (1 Wo.)CH | Erstveröffentlichung: 1. November 2024 mit Joy Denalane |

### Livealben
| Jahr | Titel Musiklabel                                 | Höchstplatzierung, Gesamtwochen, AuszeichnungChartplatzierungen (Jahr, Titel, Musiklabel, Platzierungen, Wochen, Auszeichnungen, Anmerkungen) | Höchstplatzierung, Gesamtwochen, AuszeichnungChartplatzierungen (Jahr, Titel, Musiklabel, Platzierungen, Wochen, Auszeichnungen, Anmerkungen) | Höchstplatzierung, Gesamtwochen, AuszeichnungChartplatzierungen (Jahr, Titel, Musiklabel, Platzierungen, Wochen, Auszeichnungen, Anmerkungen) | Anmerkungen                                                 |
| Jahr | Titel Musiklabel                                 | DE | AT | CH | Anmerkungen                                                 |
| ---- | ------------------------------------------------ | --- | --- | --- | ----------------------------------------------------------- |
| 2013 | MTV Unplugged Kahedi Radio Show Nesola/Universal | DE2 Platin · (29 Wo.)DE | AT8 (8 Wo.)AT | CH5 (10 Wo.)CH | Erstveröffentlichung: 13. Dezember 2013 Verkäufe: + 200.000 |

### Singles
| Jahr | Titel Album                                                                    | Höchstplatzierung, Gesamtwochen, AuszeichnungChartplatzierungen (Jahr, Titel, Album, Platzierungen, Wochen, Auszeichnungen, Anmerkungen) | Höchstplatzierung, Gesamtwochen, AuszeichnungChartplatzierungen (Jahr, Titel, Album, Platzierungen, Wochen, Auszeichnungen, Anmerkungen) | Höchstplatzierung, Gesamtwochen, AuszeichnungChartplatzierungen (Jahr, Titel, Album, Platzierungen, Wochen, Auszeichnungen, Anmerkungen) | Anmerkungen                                                                    |
| Jahr | Titel Album                                                                    | DE | AT | CH | Anmerkungen                                                                    |
| --- | ------------------------------------------------------------------------------ | --- | --- | --- | ------------------------------------------------------------------------------ |
| 2004 | Zu elektrisch Max Herre                                                        | DE63 (5 Wo.)DE | — | — | Erstveröffentlichung: 1. Juni 2004                                             |
| 2004 | 1ste Liebe Max Herre                                                           | DE33 (10 Wo.)DE | — | — | Erstveröffentlichung: 13. September 2004 mit Joy Denalane                      |
| 2005 | Number One –                                                                   | DE80 (3 Wo.)DE | — | — | Erstveröffentlichung: 23. August 2005 John Legend feat. Max Herre              |
| 2009 | Geschenkter Tag / Blick nach vorn Ein geschenkter Tag                          | DE76 (3 Wo.)DE | — | — | Erstveröffentlichung: 11. September 2009                                       |
| 2012 | Wolke 7 Hallo Welt!                                                            | DE6 Gold · (33 Wo.)DE | AT21 (8 Wo.)AT | CH29 (7 Wo.)CH | Erstveröffentlichung: 3. August 2012 Verkäufe: + 150.000; feat. Philipp Poisel |
| 2012 | Fühlt sich wie fliegen an Hallo Welt!                                          | DE27 Gold · (18 Wo.)DE | AT47 (2 Wo.)AT | — | Erstveröffentlichung: 16. November 2012 Verkäufe: + 150.000; feat. Cro         |
| 2013 | Nicht vorbei (bis es vorbei ist) Hallo Welt!                                   | DE79 (1 Wo.)DE | — | — | Erstveröffentlichung: 22. März 2013                                            |
| 2013 | Fremde (MTV Unplugged) MTV Unplugged Kahedi Radio Show                         | DE32 (3 Wo.)DE | — | — | Erstveröffentlichung: 20. September 2013 feat. Sophie Hunger                   |
| 2013 | A-N-N-A (immer wenn es regnet) (MTV Unplugged) MTV Unplugged Kahedi Radio Show | DE43 (7 Wo.)DE | — | — | Erstveröffentlichung: 6. Dezember 2013                                         |
| 2021 | Mir kann nichts passieren –                                                    | DE— aDE | — | — | Erstveröffentlichung: 15. Oktober 2021 mit Danger Dan                          |
| Folgende Lieder erschienen nicht als Single, wurden aber durch das Album zum Download und Streaming bereitgestellt und konnten somit eine Platzierung erlangen: |                                                                                | | | |                                                                                |
| |                                                                                | | | |                                                                                |
| 2013 | Mit dir (MTV Unplugged) MTV Unplugged Kahedi Radio Show                        | DE92 (1 Wo.)DE | — | — | Charteinstieg: 27. Dezember 2013 feat. Joy Denalane                            |

Weitere Singles
- 2004: Jerusalem
- 2004: Nur du / Sei Tu
- 2004: Playground
- 2005: Du weißt (Bye Bye Baby)
- 2009: Scherben
- 2019: Athen
- 2019: Das Wenigste (feat. Joy Denalane)
- 2019: Siebzehn
- 2024: Alles Liebe (mit Joy Denalane)
- 2024: Bisschen mehr als Freundschaft / Auf Tour (mit Joy Denalane)
- 2024: Mmina Tau (mit Joy Denalane)
- 2024: Réunion (mit Joy Denalane)
- 2024: Skyline (mit Joy Denalane feat. Summer Cem)

### Weitere Veröffentlichungen (Auswahl)
- 1999: Exklusivinterview (Max und Afrob)
- 2011: Niemand (Rap Version) (Joy Denalane, Samy Deluxe & Megaloh)
- 2011: No Future (MTV Unplugged) (Udo Lindenberg feat. Max Herre)
- 2012: Jeder Tag zuviel (feat. Antonino (Mega! Mega!); Freetrack)
- 2019: Villa auf der Klippe (feat. Trettmann)
- 2023: Web Max II (Web Web x Max Herre)

## Fernsehauftritte
- 2013 The Voice of Germany, Coach, Sat.1/ProSieben

## Auszeichnungen für Musikverkäufe
Anmerkung: Auszeichnungen in Ländern aus den Charttabellen bzw. Chartboxen sind in ebendiesen zu finden.
| Land/RegionAuszeichnungen für Musikverkäufe (Land/Region, Auszeichnungen, Verkäufe, Quellen) | Gold     | Platin  | Verkäufe | Quellen           |
| -------------------------------------------------------------------------------------------- | -------- | ------- | -------- | ----------------- |
| Deutschland (BVMI)                                                                           | 4× Gold4 | Platin1 | 700.000  | musikindustrie.de |
| Insgesamt                                                                                    | 4× Gold4 | Platin1 |          |                   |

## Auszeichnungen
- ECHO Pop
  - 2014: in der Kategorie „Künstler/Künstlerin/Gruppe Hip Hop/Urban (national)“ (MTV Unplugged Kahedi Radio Show)[25]